# Kultur Shock
Kultur Shock — американський гурт із Сієтла, що виконує суміш року, металу та панку із традиційною балканською музикою. Виник 1996 року як акустичний колектив. Учасники гурту з різних країн: з Боснії, Болгарії, Японії, Індонезії та США.

## Учасники
- Срджан Джино Євджевич (Srđan Gino Jevđević, Боснія) — спів, труба, дарбука
- Паріс Гарлі (Paris Hurley, Аризона, США) — скрипка, спів
- Ґай Дейвіс (Guy M. Davis, Джакарта, Індонезія) — бас-гітара
- Вал Кьоссовскі (Val Kiossovski, Софія, Болгарія) — гітара, спів
- Кріс Стромквіст (Нью-Йорк, США) — ударні
- Метті Нобль (Chris Stromquist, Сієтл, США) — скрипка
- Емі Деніо (Amy Denio, Детройт, Мічиган) — кларнет, саксофон, спів

## Дискографія
- D.R.E.A.M. (2019)
- IX (2014), Kultur Shock Records
- Tales of Grandpa Guru, Vol 1 EP (2012)
- Ministry of Kultur (2011), Kultur Shock Records
- Integration (2009), Kultur Shock Records
- Live In Europe (2007), Kultur Shock Records
- We Came To Take Your Jobs Away (2006), Koolarrow Records
- Kultura Diktatura (2004), Koolarrow Records
- Fucc The I.N.S (2001), Koolarrow Records
- Live In Amerika (1999), Pacific Records